# Tilly Boesche-Zacharow
Tilly Boesche-Zacharow (geboren als Mathilde Großkopf am 31. Januar 1928 in Elbing/Elbląg [ˈɛlblɔ̃k], Ermland-Masuren; gestorben am 19. Juni 2025 in Berlin) war eine deutsche Schriftstellerin und Autorin, die sich zudem in humanitären Belangen engagierte. Sie war auch unter den Pseudonymen Eva Trojan, Eve Jean, Eve John und Ilka Korff bekannt.

## Leben
Boesche-Zacharow wurde 1928 als Tochter des Zivil-Ingenieurs Ernst Großkopf (1900–1945) und der Maria Großkopf (geborene Zywietz, 1903–1999, begraben auf dem evangelischen Friedhof St. Josef in Nawiady) geboren. Sie war ab 1950 bis zur Scheidung 1963 mit Hans Boesche verheiratet. Aus dieser Ehe stammen zwei Söhne, darunter der Pazifist und Autor Norbert Boesche, außerdem hat sie eine leibliche Tochter. Sie pendelte über beinahe fünf Jahrzehnte zwischen ihren zwei Wohnsitzen in Berlin-Frohnau und Haifa. Sie war seit 1980 Mitglied im Verband Deutschsprachiger Schriftsteller in Israel (VDSI) bis zu dessen Auflösung 2005.
Seit 1950 war Tilly Boesche-Zacharow als freiberufliche Schriftstellerin hauptsächlich in der Unterhaltungsliteratur tätig. Ab 1980 war sie als Verlegerin tätig. Sie war die Herausgeberin der Literaturmagazine Silhouette Literatur international (26 Bände, 1980–1989) und des Nachfolgeblattes Schattenriß (5 Bände, 1994–1996) sowie der Reihe Literatur zum Angewöhnen (82 Bände, 1983–2000). Außerdem arbeitete sie an verschiedenen Magazinen, Anthologien und Rundfunksendungen mit. Sie gab Lesungen und Interviews in Deutschland, Israel, Thailand und Kanada.

## Ehrungen
Von der World University in Benson (Arizona) wurde ihr 1983 das Cultural Doctorate in Literature verliehen (in Deutschland nicht anerkannt). Des Weiteren erhielt sie mehrere Ehrendiplome, den European Banner of Arts 1984 und den Studiosis Humanitas 1985. Am 23. März 2016 überreichte der damalige Staatssekretär für Kulturelle Angelegenheiten des Landes Berlin, Tim Renner, Tilly Boesche-Zacharow für „ihr herausragendes Verlagsprogramm und ihre langjährige Arbeit für die exilierten jüdischen Autorinnen und Autoren in Israel“ das Verdienstkreuz am Bande des Verdienstordens der Bundesrepublik Deutschland.

## Zitate
„Nur der Schwache wappnet sich mit Härte, wahre Stärke kann sich Toleranz, Verständnis und Güte leisten.“

„Woher ich komme, werde ich erst wissen, wenn ich gegangen bin.“

## Schriften
Boesche-Zacharow verfasste den Text zum von Johannes Richter, Berlin, vertonten Lied Ich hänge an Frohnau. Außer Unterhaltungsliteratur veröffentlichte sie auch teilweise in dem von ihr mitbegründeten M. & N. Boesche Verlag (Berlin, Haifa) erschienene Kinderliteratur, Sachbücher, Erotikgeschichten, deutsch- und englischsprachige Lyrik sowie mehrere Pressebeiträge.
Auswahl:
- Tilly Boesche: Doktor Holms zweite Liebe. Blauer Roman. Hagen, 1952
- Eve John: Die schwarze Witwe, Spinne im Netz 34. Hagen 1958.
- Eve John: Der Teufel von Beechtree-Hall, Spinne im Netz 22. Hagen 1958
- Tilly Boesche: Irabell (1–5). Blauer Roman 583–587. Hagen, 1963.
- Tilly Boesche: Meuthienen (1–6). Sabrina-Roman 170–175. Hagen, 1963
- Eva Trojan: Sonne über dem Reiterhof. Heimatglocken 246. Rastatt: Pabel, 1961.
- Eva Trojan: Die Brüder vom Markushof. Heimatglocken 270. Rastatt: Pabel, 1962.
- Tilly Boesche-Zacharow, G. Pratschke (Hrsg.): Metamorphische Variation über das Leben, die Liebe und den Tod. Wien: Europäischer Verlag, 1969.
- Eve Jean: Die wilden Orgien der Nelly A, Flensburg: Stephenson, 1971.
- Eva Trojan: Es gibt eine Brücke zum Glück, Heimatglocken 736. Rastatt: Pabel, 1971.
- Eva Trojan: Schicksal auf dem Reiterhof, Heimatsterne 18, 25, 117 Hannover: Lehning 1958.
- Eve Jean: Ungewöhnliche Leidenschaften, Frankfurt, Ferenz, 1972
- Ilka Korff: Stellas Seitensprung, Kelter-Taschenbuch 196. Hamburg: Kelter, 1974.
- Ilka Korff: Vergänglich ist das Leid, Kelter-Taschenbuch 203. Hamburg: Kelter, 1974.
- Eve Jean: Zuhause in fremden Betten, Olympia-Press-Taschenbücher 117. Frankfurt: Olympia-Press, 1974.
- Tilly Boesche-Zacharow: Seit eh und je / Lektion über den biblischen Gott, Darmstadt: J. G. Bläschke, ISBN 3-87561-525-5.
- Tilly Boesche: Kleiner Junge in einer großen Stadt Hirundo Bücher. Lengerich, Klein 1964
- Tilly Boesche-Zacharow, I. Eckert: Der erste Tag in Mellenberg. Hirundo-Bücher 180. Lengerich: Klein, 1965.
- Tilly Boesche: Einer unter Vielen, Hirundo Bücher Lengerich, Klein, 1965
- Tilly Boesche: Ralf beißt sich durch, Hannover, Jugendschriftenverlag, 1977
- Tilly Boesche-Zacharow: Heimkehr in die Steinzeit. Berlin, Stoedtner, 1978. ISBN 3-9209700-0
- Tilly Zacharow: Der Rabbi. Berlin, Haifa: M.u.N. Boesche, 2000. ISBN 3-923809-56-5.
- Tilly Boesche-Zacharow: Der Traum von Jalna. Egelsbach, Frankfurt, München, New York: Fouqué, 2001. ISBN 3-8267-4754-2.
- Tilly Boesche-Zacharow: Die schmale Linie zwischen Himmel und Wasser. Berlin, Haifa: M. u. N. Boesche, 2001. ISBN 3-923809-77-8.
- Tilly Boesche-Zacharow: Pintus von Seehausen. Berlin, Haifa: M. u. N. Boesche, 2001. ISBN 3-923809-78-6.
- Tilly Boesche-Zacharow: Oh Israel – sie wollen dich verderben. Berlin, Haifa: M. u. N. Boesche, 2001. ISBN 3-923809-79-4.
- Tilly Zacharow: Ich bin der Welt abhanden gekommen. Leben und Werk des Dichters Carl Stern aus Jerusalem. Berlin Haifa, M. u. N. Boesche 2003 ISBN 3-923809-75-1.
- Tilly Boesche-Zacharow (Hrsg.): Nicht das letzte Wort. 30 Jahre Verband Deutschsprachiger Schriftsteller in Israel. Eine Dokumentation. Mathilde und Norbert Boesche-Verlag, Berlin und Haifa 2005, ISBN 3-923809-83-2.
- Tilly Boesche-Zacharow: Auf dem Thron Petri. Staffellauf der Päpste. Berlin, Haifa: M. u. N. Boesche, 2007, ISBN 3-923809-84-0.
- Tilly Zacharow: Aweyden. Chronik eines masurischen Dorfes. Berlin, Haifa M. u. N. Boesche, 2008, ISBN 978-3-923809-86-8.